# Ligne d'Étampes à Beaune-la-Rolande
La ligne d'Étampes à Beaune-la-Rolande est une ligne de chemin de fer française traversant les départements de l'Essonne et du Loiret. Elle est partiellement fermée. La gare de Saint-Martin-d'Étampes se trouve sur le début de la ligne et sert à effectuer le retournement des trains du RER C.

## Histoire

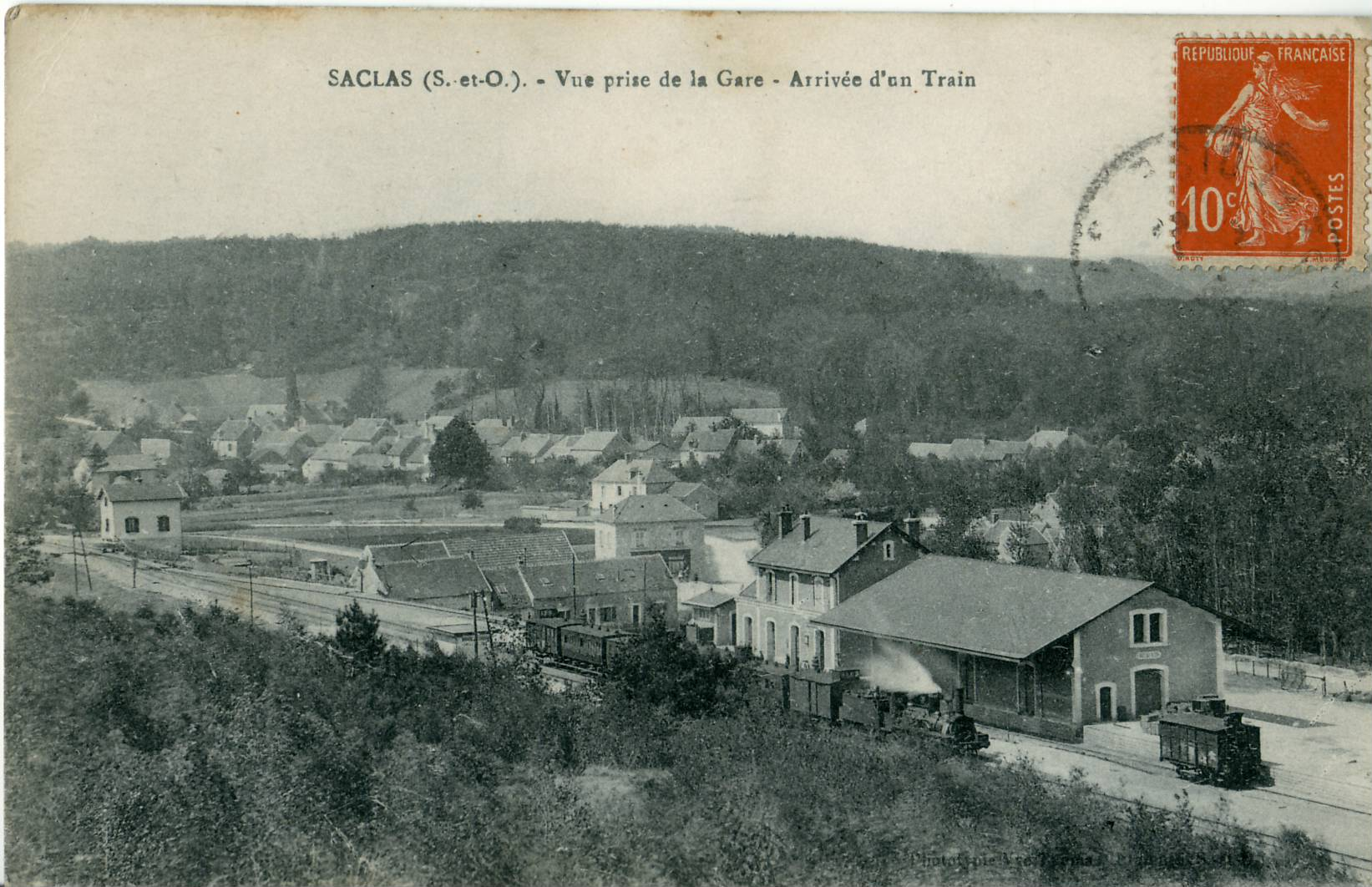
La gare de Saclas, au début du XXe siècle.

La loi du 17 juillet 1879 (dite plan Freycinet) portant classement de 181 lignes de chemin de fer dans le réseau des chemins de fer d’intérêt général retient en n° 39, une ligne « de la limite des départements de Seine-et-Oise et d'Eure-et-Loir, près Auneau, à Melun, par ou près Étampes ».
La Compagnie du chemin de fer de Paris à Orléans obtient par une convention signée avec le Ministre des travaux publics le 17 juin 1892 la concession à titre éventuel de la ligne « d'Étampes à la ligne d'Argent à Beaune-la-Rolande ». Cette convention a été entérinée par une loi le 20 mars 1893.
La ligne est déclarée d'utilité publique par une loi le 21 mars 1896. Cette même loi rend la concession définitive.

## Fermeture
La ligne est fermée au trafic voyageurs le 15 mai 1939 de Pithiviers à Beaune-la-Rolande, le 4 novembre 1969 d'Étampes à Pithiviers et au trafic marchandises de Pithiviers à Beaune-la-Rolande en 1992. La ligne n'est plus desservie de Saint-Martin d'Étampes à Sermaises depuis les années 1970.

## Utilisation actuelle
En novembre 2021, un avis est publié concernant la mise en place d'un vélorail circulant sur les 13 km de la ligne d'Étampes à Méréville, afin de renforcer la desserte du Domaine départemental de Méréville. Les travaux commencent à l'automne 2021 pour une mise en service le 9 juillet 2022, malgré l'opposition d'une partie des riverains. Le prolongement de Saint-Cyr à Méréville est prévu ultérieurement, portant alors la distance parcourable en vélorail à 12 kilomètres. Dans l'ancienne gare de Saclas - Saint-Cyr, des aménagements accueillent les visiteurs en proposant des denrées locales et aussi une sorte de mini-musée explicatif sur cette ligne.

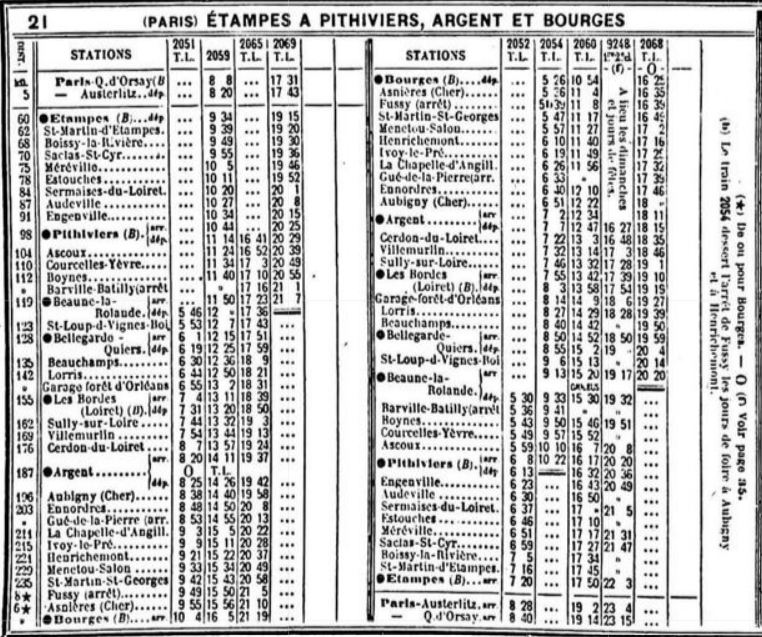
Desserte journalière de la ligne d'Etampes à Bourges par Beaune la Rolande lors du service hiver 1921

## Galerie de photographies

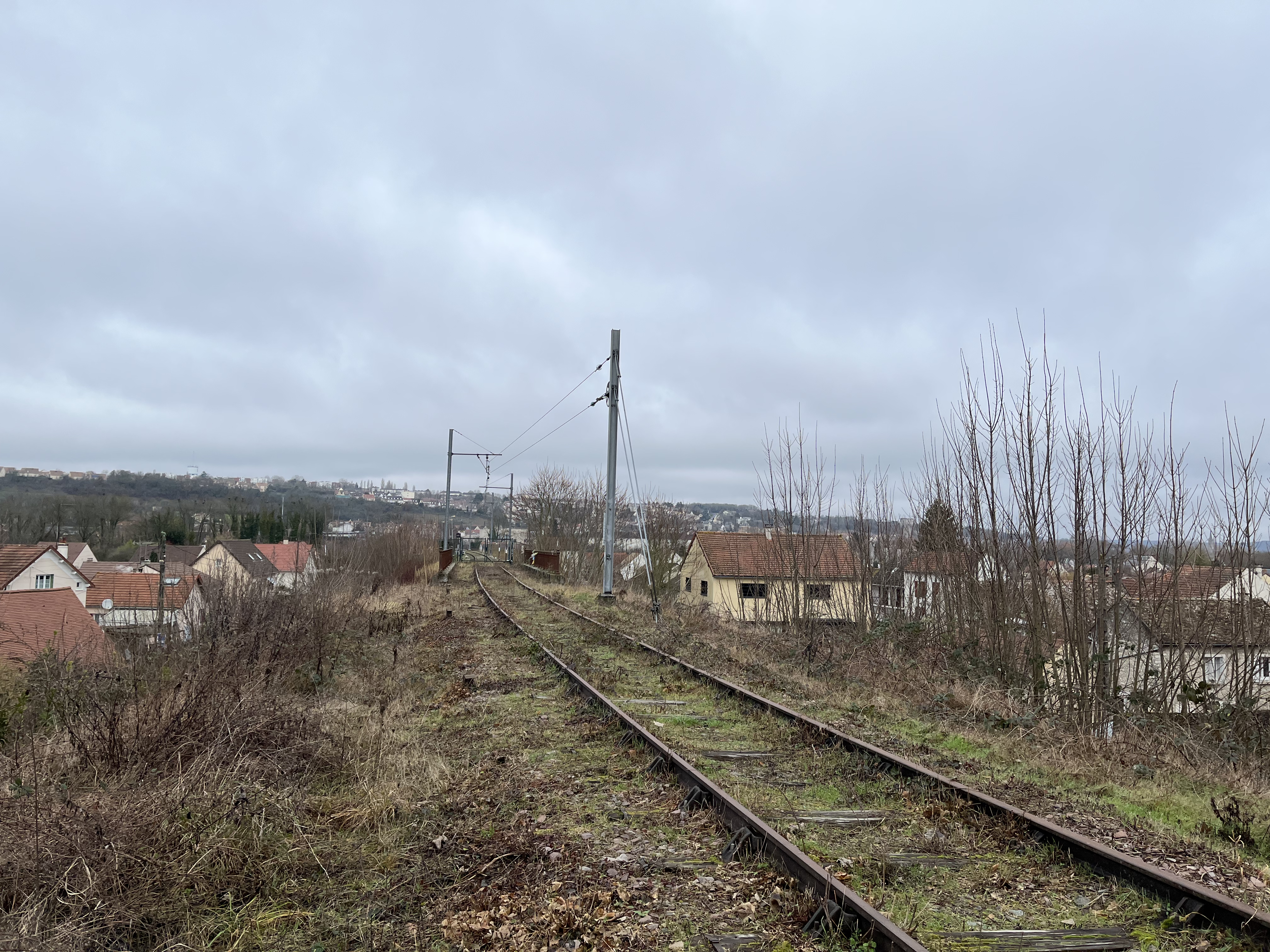
La limite d'électrification 1500 V, après la gare de Saint-Martin-d'Étampes.
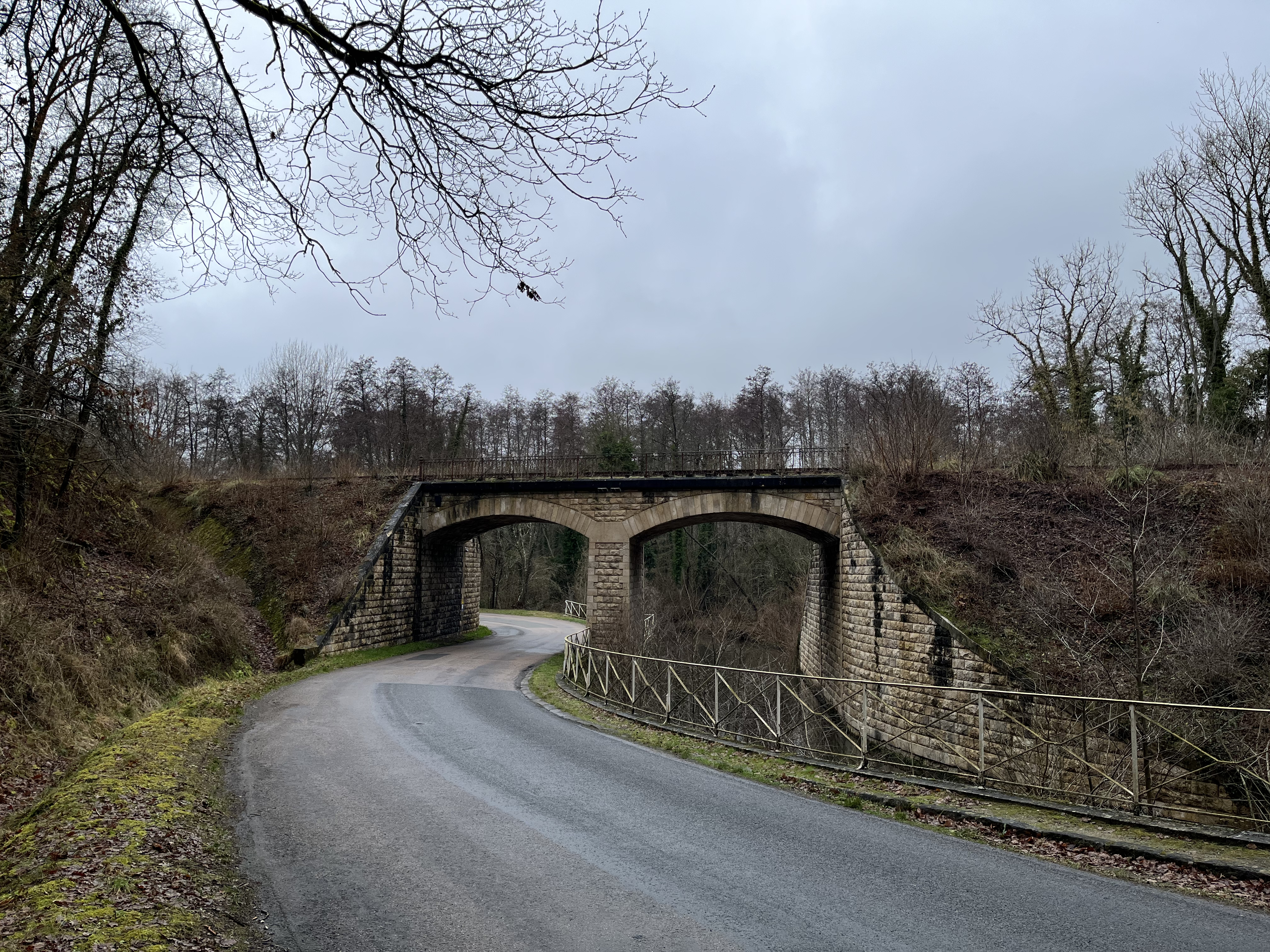
Le pont-rail enjambant la Juine et la voie communale C2, non loin de Saclas.
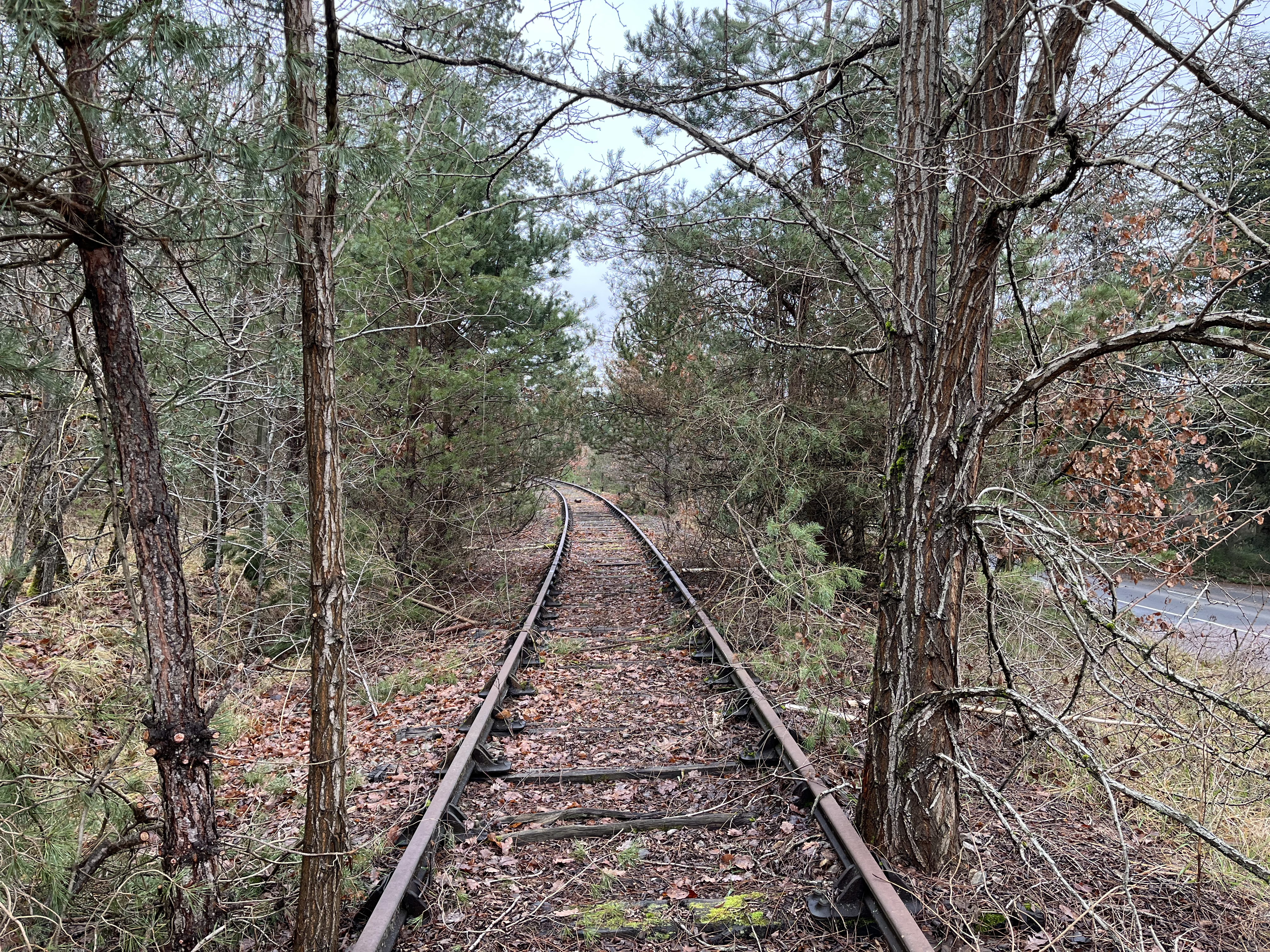
Vue de la voie envahie par la végétation en direction de Saint-Martin-d'Étampes, un peu après Boissy-la-Rivière.
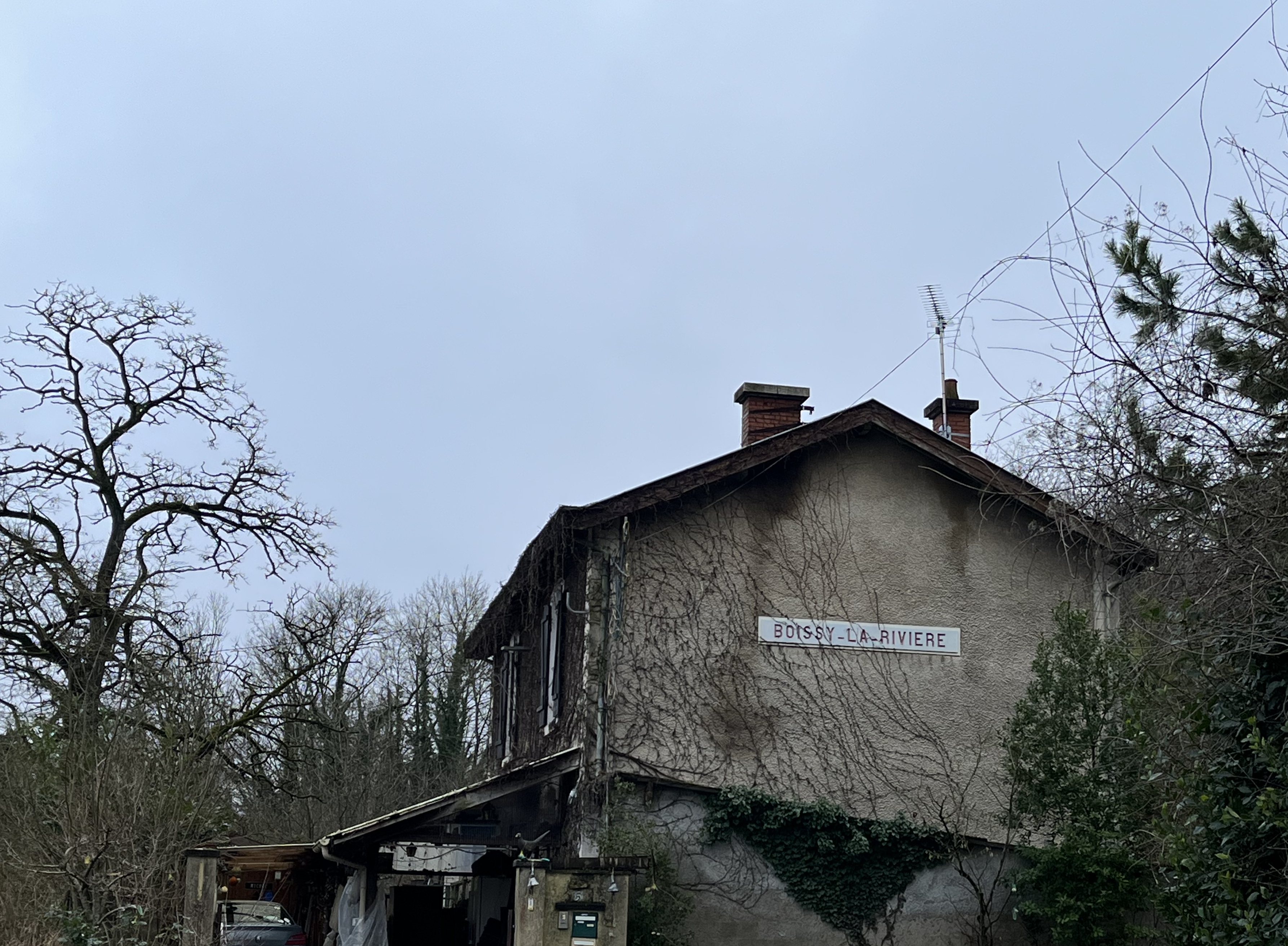
L'ancien bâtiment voyageur de la gare de Boissy-la-Rivière.
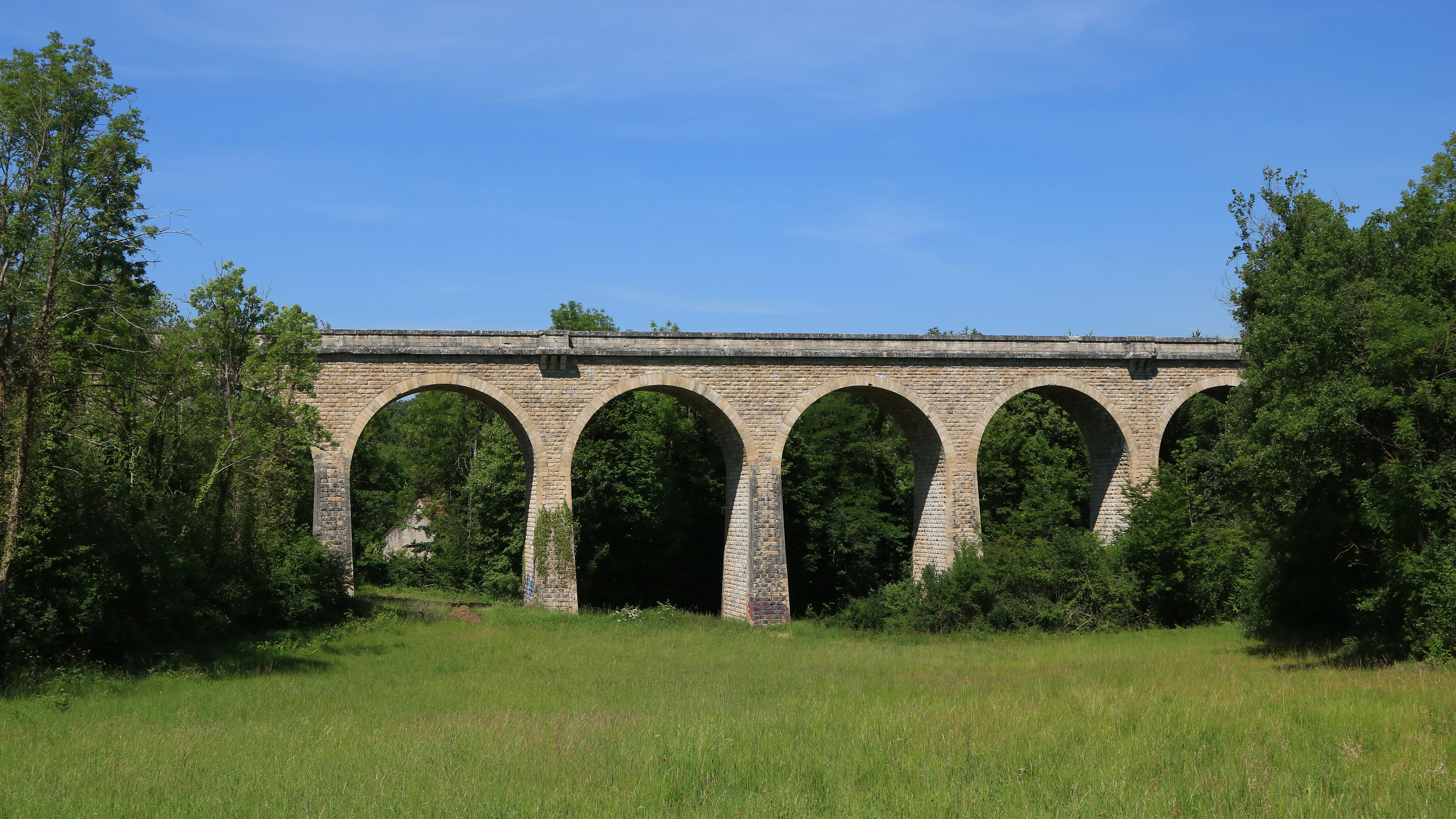
Le viaduc de Saclas.
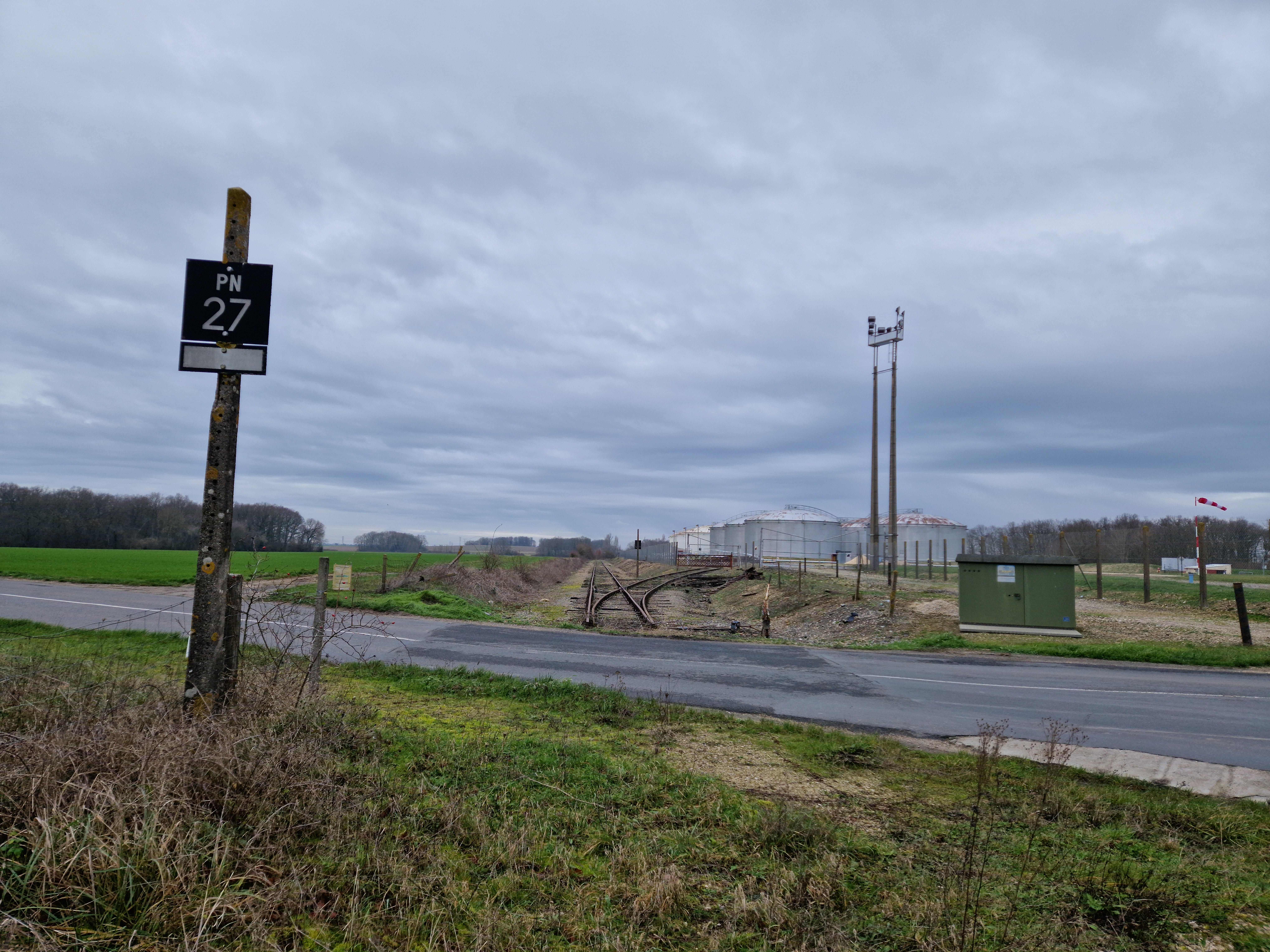
L'ancien EP de Varo Energy (ex Argos), vu depuis le PN 27, peu après la gare de Beaune-la-Rolande.
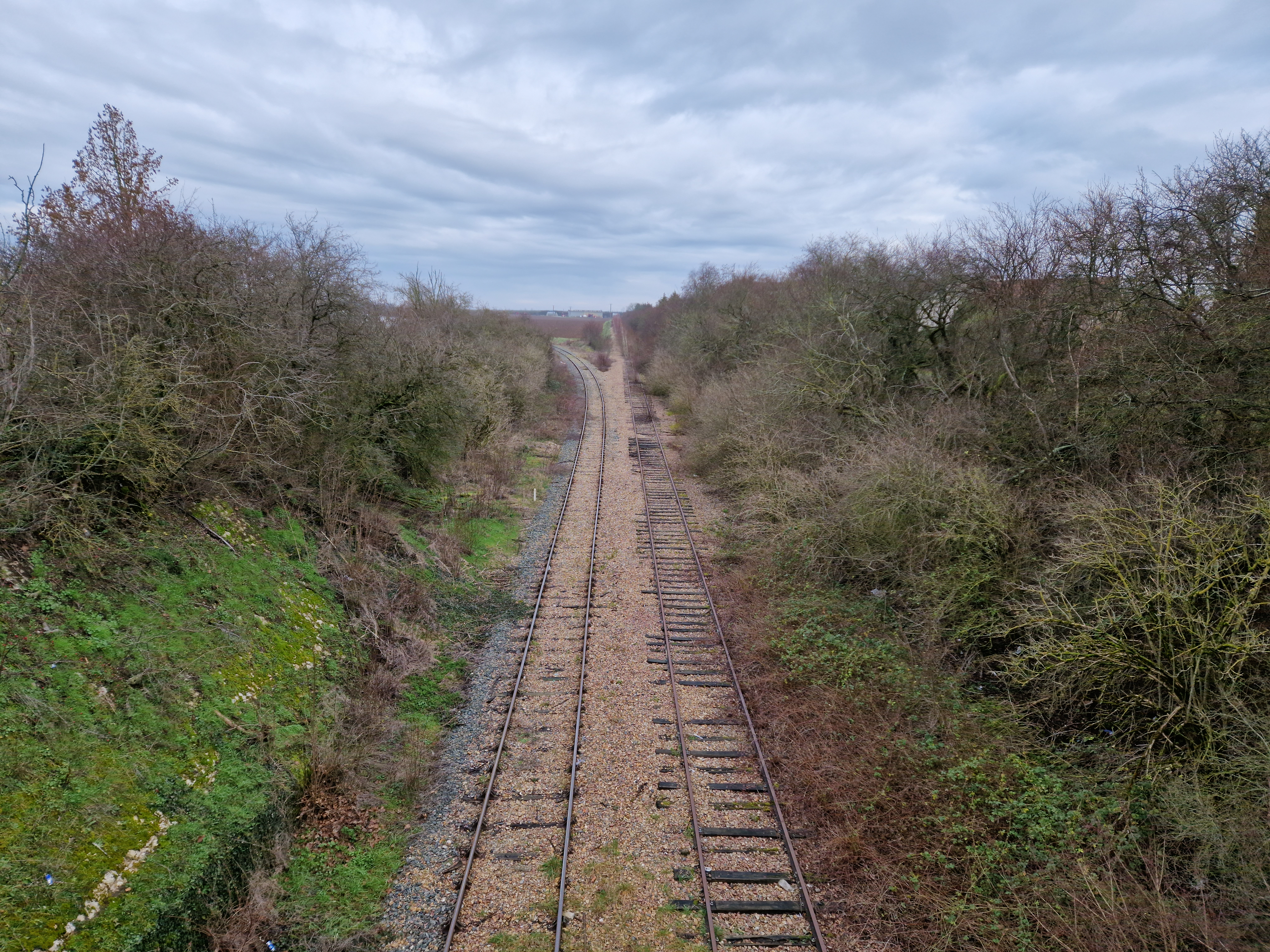
Vue depuis le pont de la D 921 à Pithiviers, des lignes d'Étampes à Beaune-la-Rolande (à gauche) et des Aubrais - Orléans à Malesherbes (à droite).
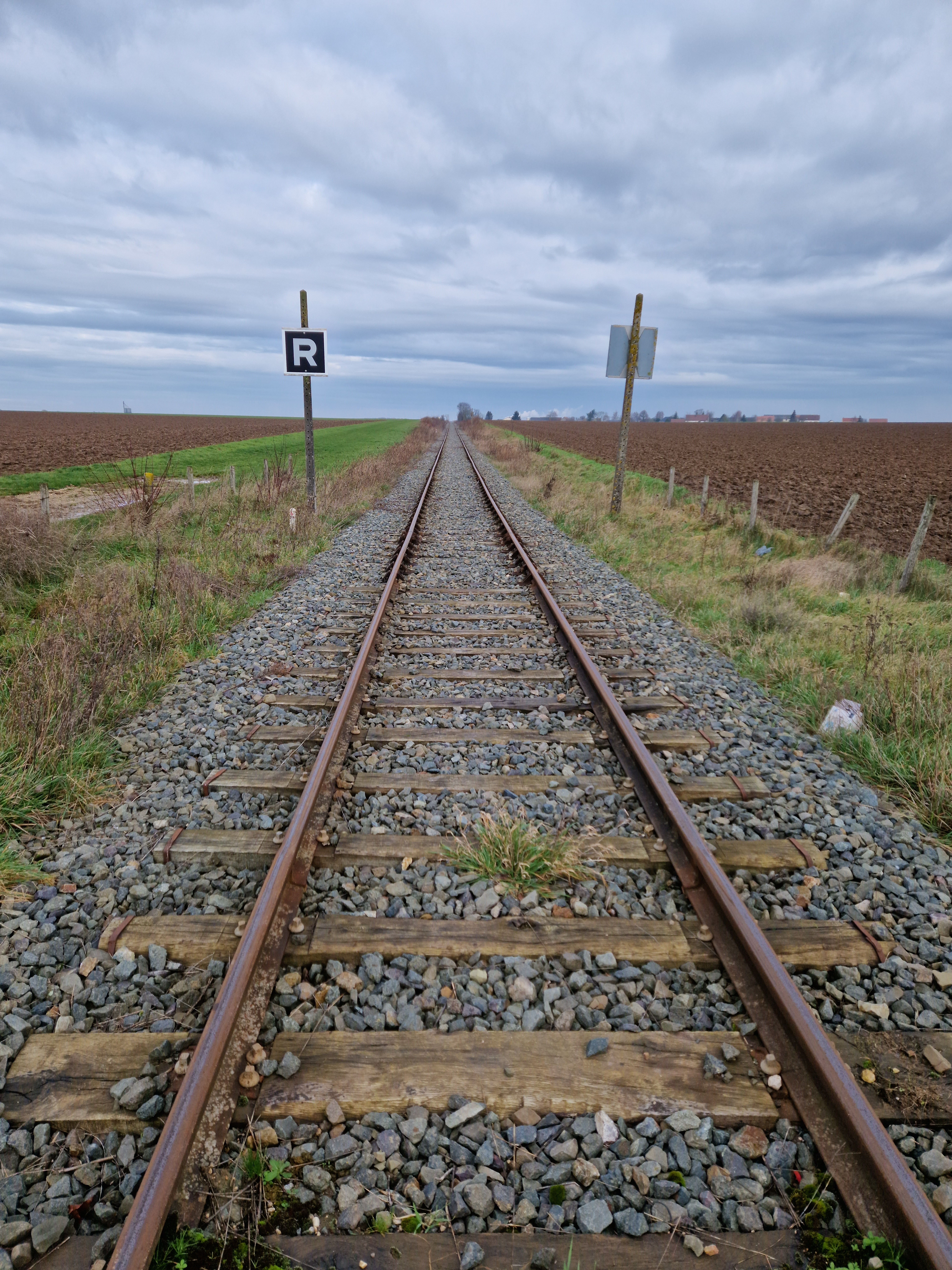
Vue de la ligne depuis le PN 33, sur sa section encore exploitée entre Pithiviers et Engenville.